# 1967 en Grèce
Chronologie de la Grèce
- 1963
- 1964
- 1965
- 1966
- 1967
- 1968
- 1969
- 1970
- 1971

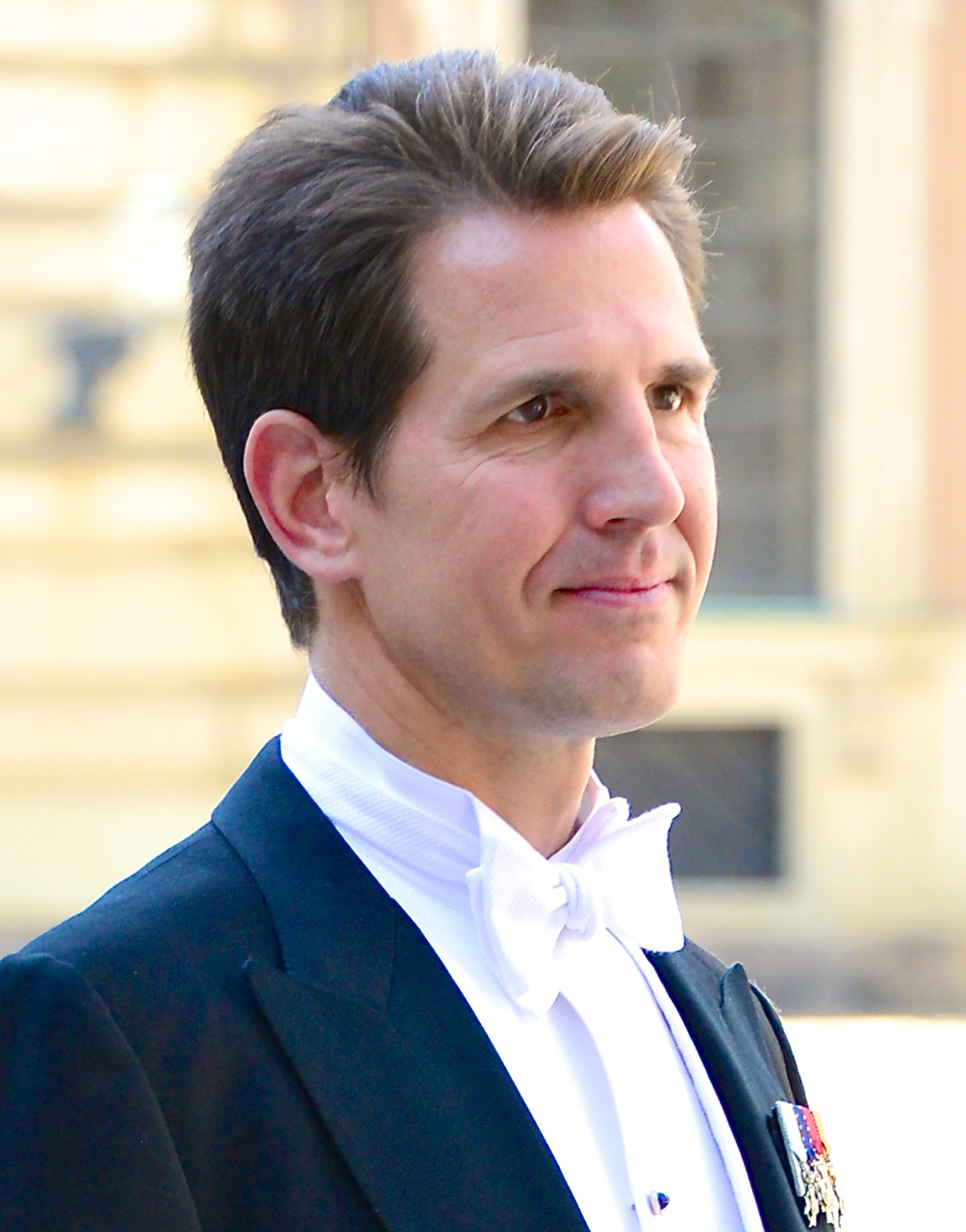
Naissance de Paul de Grèce.

Cette page concerne les évènements survenus en 1967 en Grèce  :

## Évènements
- 1967-1969 : plaintes contre la Grèce dans l'Affaire grecque.
- 21 avril - 1974 : coup d'État et mise en place de la dictature des colonels : la Constitution est abolie et les libertés individuelles sont supprimées.
- 21 avril : remplacement de l'hymne national grec par l'hymne du 21 avril.
- 18-24 septembre : festival du cinéma grec au festival international du film de Thessalonique.
- 12 octobre : attentat contre le vol 284 Cyprus Airways (en) entre Athènes et Nicosie (66 morts).
- 13 décembre : tentative de coup d'État organisé par le roi Constantin II de Grèce. L'échec conduit à l'exil à Rome de la famille royale de Grèce, qui est remplacée sur le trône par une régence jusqu'en 1973.

## Sortie de film
- Les balles ne reviennent pas
- Fièvre sur le bitume
- Le Jour où les poissons sont sortis de l'eau
- Kolonaki, zéro de conduite
- Les Perles grecques
- La Route de Corinthe

## Sport
- Coupe de Grèce de football (1966-1967) (en)
- Coupe de Grèce de football (1967-1968) (en)
- Championnat de Grèce de football 1966-1967
- Championnat de Grèce de football 1967-1968

Création (sport)
- A.E. Farkadona F.C. (en)
- A.O. Peristeri F.C. (en)
- AO Xanthi
- Chalkida F.C. (en)
- Championnat de Grèce féminin de basket-ball
- FC Kalamata
- PAOK Salonique (basket-ball féminin)

## Création
- ANEK Lines, compagnie maritime.
- Barrage de Kremasta
- Installation de tir de missiles de l'OTAN (en) en Crète.
- Jeunesse communiste grecque - Rigas Feraios (en)

## Naissance
- Geórgios Amyrás, personnalité politique.
- Paul de Grèce, diadoque de Grèce et prince de Grèce et de Danemark.
- Yórgos Kasnaféris, arbitre.
- Vasilikí Katrivánou, personnalité politique.
- Emmanouíl Syndychákis, personnalité politique.
- María Triandafýllou, personnalité politique.

## Décès
- Yórgos Bátis, musicien.
- Konstantínos Parthénis, peintre.
- Mários Várvoglis, compositeur.